# Shire of Cuballing
Shire of Cuballing is een Local Government Area (LGA) in de regio Wheatbelt in West-Australië. Shire of Cuballing telde 902 inwoners in 2022. De hoofdplaats is Cuballing.

## Geschiedenis
Op 31 oktober 1902 werd het Cuballing Road District opgericht. Ten gevolge van de Local Government Act van 1960 veranderde het district op 23 juni 1961 van naam en werd de Shire of Cuballing.

## Beschrijving
Shire of Cuballing is een landbouwdistrict in de regio Wheatbelt. Het is ongeveer 1.250 km² groot en ligt 192 kilometer ten zuidoosten van de West-Australische hoofdstad Perth. Het district telde in 2021 902 inwoners.

## Plaatsen, dorpen en lokaliteiten
- Cuballing
- Contine
- Popanyinning
- Yornaning

## Bevolkingsaantal
| Year | Population |
| ---- | ---------- |
| 1911 | 1.060      |
| 1921 | 930        |
| 1933 | 849        |
| 1947 | 677        |
| 1954 | 890        |
| 1961 | 833        |
| 1966 | 732        |
| 1971 | 663        |
| 1976 | 622        |
| 1981 | 680        |
| 1986 | 636        |
| 1991 | 717        |
| 1996 | 708        |
| 2001 | 685        |
| 2006 | 779        |
| 2011 | 870        |
| 2016 | 863        |
| 2021 | 902        |